# Chaperiopsis harmeri
Chaperiopsis harmeri är en mossdjursart som beskrevs av Hayward och Ryland 1995. Chaperiopsis harmeri ingår i släktet Chaperiopsis och familjen Chaperiidae. Inga underarter finns listade i Catalogue of Life.